# Ammoxenus amphalodes
Espèce
Ammoxenus amphalodes est une espèce d'araignées aranéomorphes de la famille des Gnaphosidae.

## Distribution
Cette espèce est endémique d'Afrique du Sud. Elle se rencontre au KwaZulu-Natal, au Mpumalanga, au Limpopo, au Gauteng, au Nord-Ouest et en État-Libre.

## Description
La femelle holotype mesure 5,5 mm et le mâle paratype 3,6 mm, les mâles mesurent de 3,1 à 4,3 mm et les femelles de 4,3 à 6,3 mm.
Ammoxenus daedalus est une araignée termitivore.

## Systématique et taxinomie
Cette espèce a été décrite par Dippenaar et Meyer en 1980.

## Publication originale
- Dippenaar & Meyer, 1980 : « On the species of the African genus Ammoxenus (Araneae: Ammoxenidae), with descriptions of two new species. » Journal of the Entomological Society of South Africa, vol. 43, p. 41-49.